# Zentralverband der Deutschen Schweineproduktion
Der Zentralverband der Deutschen Schweineproduktion e.V. (ZDS) war der Dachverband für die deutsche Schweineproduktion. Mitglieder waren die regionalen und überregionalen Zusammenschlüsse von Schweinehaltern in Erzeugerringen, Erzeugergemeinschaften, Zuchtorganisationen, Besamungsorganisationen und sonstigen Erzeugerzusammenschlüssen.

## Aufgaben
Gemäß Satzung sollte der Verband die deutsche Schweineproduktion so fördern, dass deren Wettbewerbskraft gestärkt wird. Der Verband unterhielt zahlreiche Ausschüsse für Zucht, Haltung, Leistungsprüfung, Marktbeobachtung sowie Image und publizierte die Ergebnisse. Der ZDS hatte mehr als 100 Mitglieder und gehörte der Arbeitsgemeinschaft Deutscher Tierzüchter an. Mit Newsletter und der Verbandszeitschrift Schweinezucht und Schweinemast wurden die Mitglieder informiert.
Der Verband wurde 2017 mit dem Bundesverband Rind und Schwein e. V., Bonn, verschmolzen. Die Zeitschrift Schweinezucht und Schweinemast (SUS) gibt nun die Landwirtschaftsverlag GmbH, Münster, heraus.